# أوسكار بينتو (لاعب كرة قدم)
أوسكار بينتو (بالإسبانية: Óscar Pinto) هو لاعب كرة قدم بيروفي، ولد في 2002 في ليما في بيرو. لعب مع Club Deportivo Universidad de San Martín de Porres ‏.